# Efringen-Kirchen
Efringen-Kirchen es un municipio en el distrito de Lörrach en Baden-Wurtemberg, Alemania. Tiene una superficie total de 43,74 km² y una población de unos 8228 habitantes.

## Galerìa

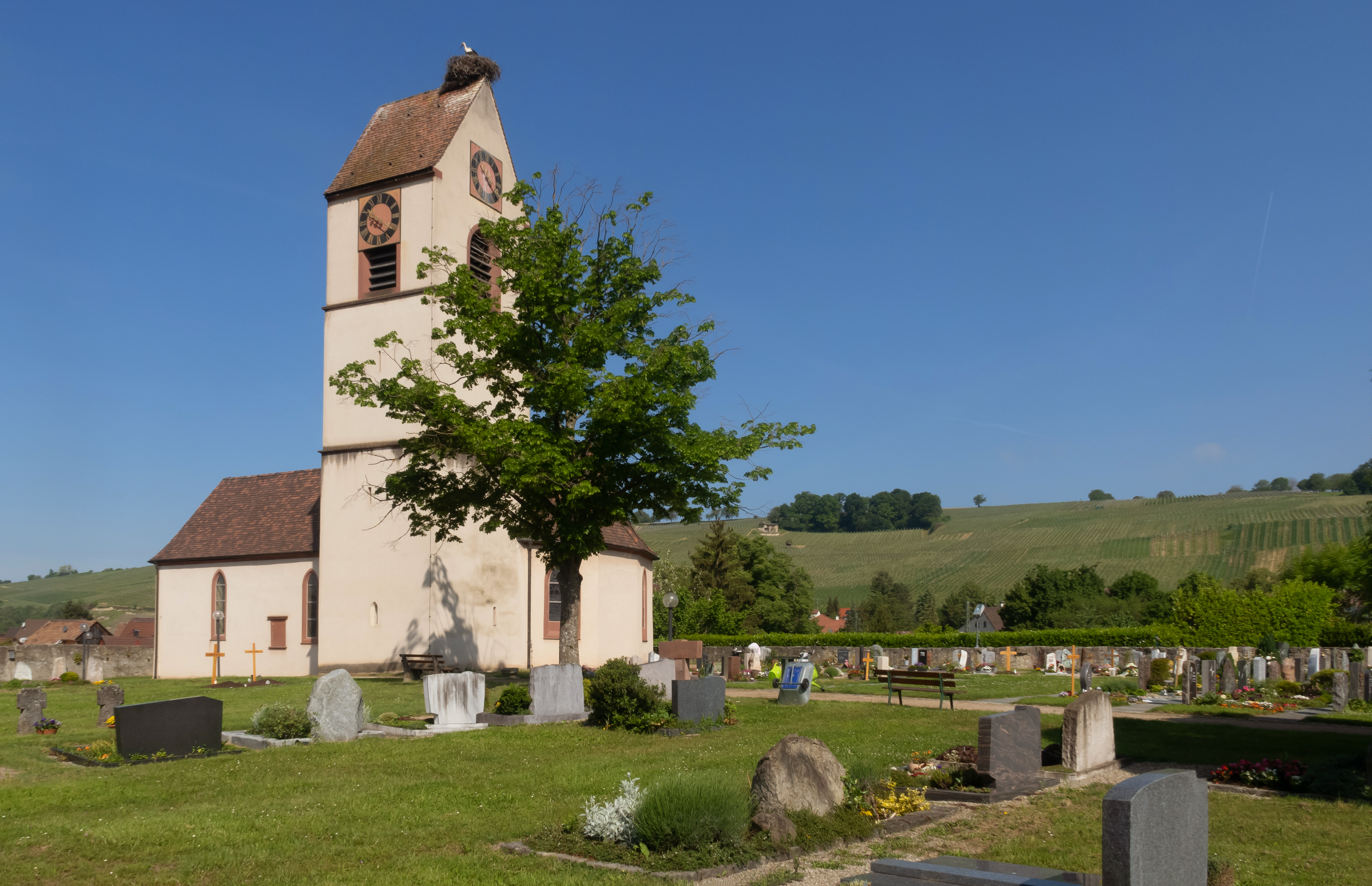
Efringen, la iglesia protestante
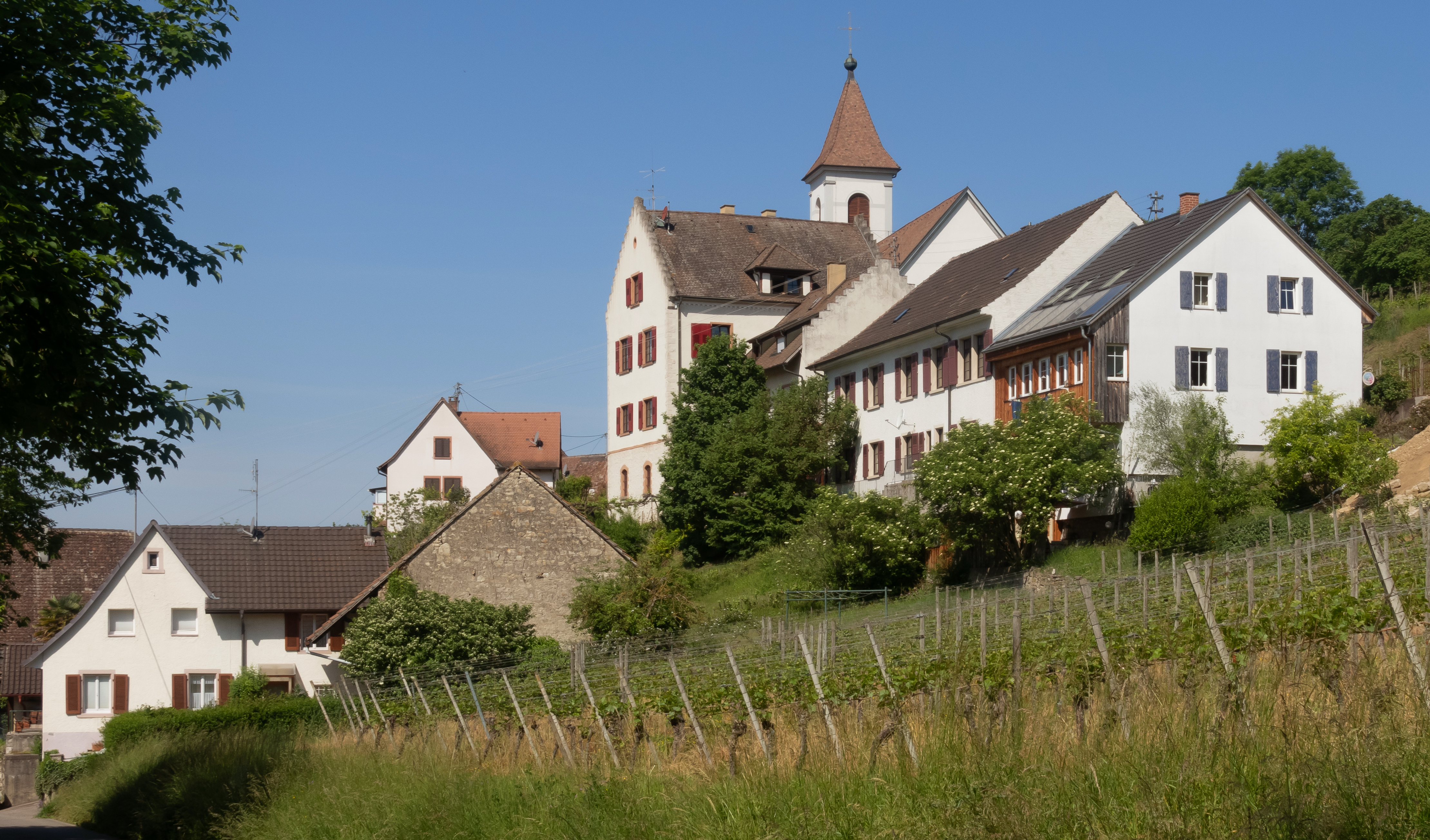
Istein, la torre de la iglesia en la calle
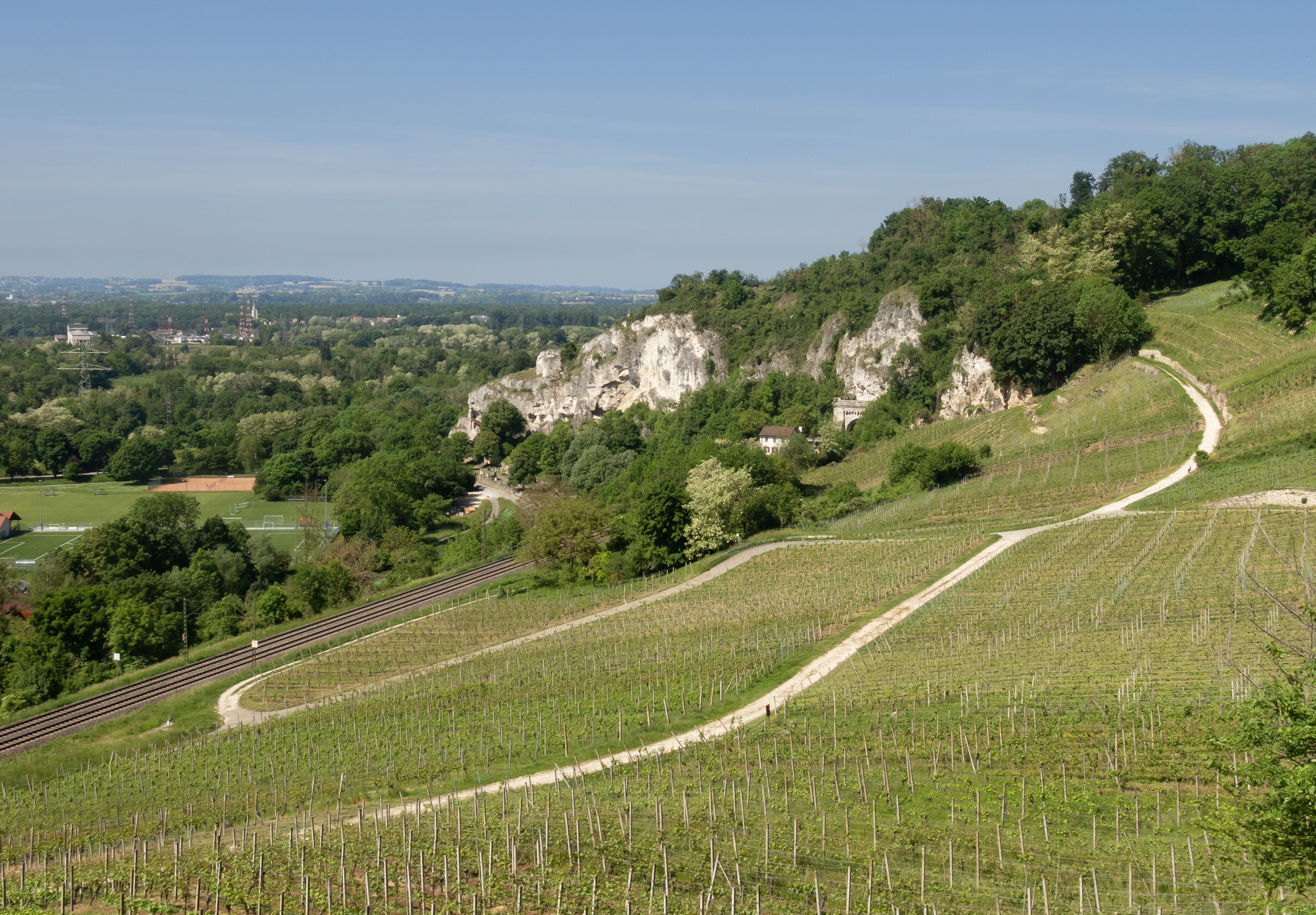
entre Istein y Huttingen, panorama sobre los viñedos
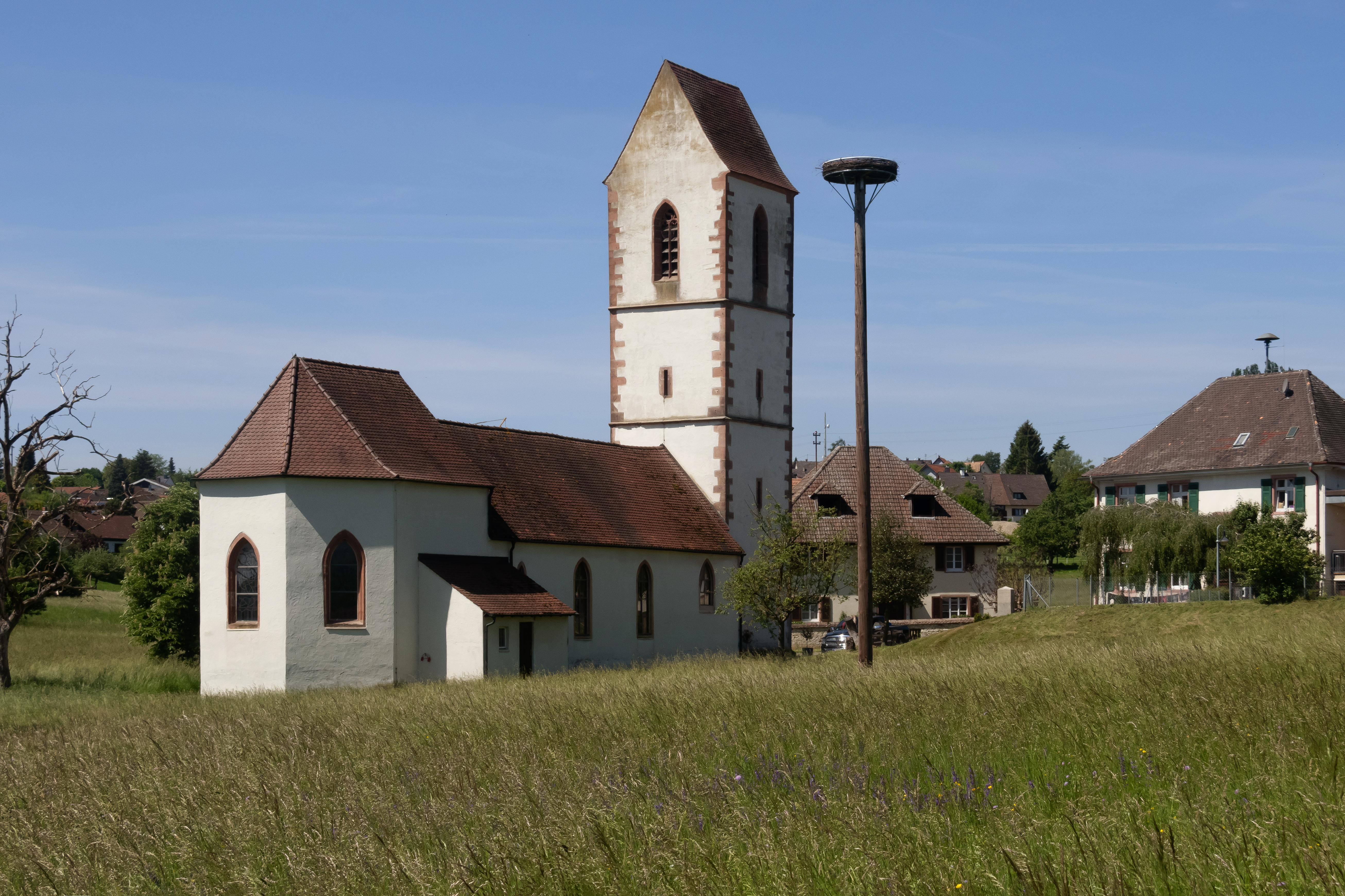
Blansingen, la iglesia (Peterskirche)